# Dong Zhuo
Dong Zhuo, imię publiczne: Zhongying, chiń 仲穎 (ur. w powiecie (xian) Lintao w dzis. Gansu – zm. 22 maja 192 roku w Chang’anie (dzis. Xi’an) – chiński dowódca okresu Han, który od 25 września 189 roku aż do swojej śmierci faktycznie sprawował kontrolę nad cesarzem i jego dworem.

## Początki kariery
Dong Zhuo urodził się w powiecie (xian) Lintao w komanderii Longxi w prowincji Liang (dzis. Gansu). Jego ojciec był komendantem (wei) powiatu Yingchuan. W swojej młodości Dong Zhuo nawiązał bliskie relacje z ludem Qiang, wśród którego zdobył sobie opinię dobrego dowódcy oraz odważnego żołnierza podczas lokalnych walk. Podtrzymywał on później przyjacielskie kontakty z wielu wodzami Qiangów. Około roku 165 został zarekomendowany jako kadet (shuci) do gwardii Pierzastego Lasu (yulin) (był to jeden z pięciu oddziałów gwardii cesarskiej), a potem został majorem (sima) pod dowództwem generała (jiangjun) Zhang Huana. W roku 167 Dong Zhuo i jego kolega Yin Duan pokonali zbuntowanych Qiangów na terenie komanderii Hanyang (w przybliżeniu dzisiejsza prefektura Tianshui w prowincji Gansu) zabili ich wodzów i zmusili do poddania się. W nagrodę Dong Zhuo otrzymał jedwab, który rozdzielił pomiędzy swoich żołnierzy, i został mianowany dżentelmenem pałacu (langzhong). Potem był kolejno prefektem (ling) powiatu Yanmen, naczelnym komendantem (duwei) z dowództwem nad dywizją (bu) w komanderii Shu (północno-wschodnia część dzis. Syczuanu) oraz pułkownikiem (xiaowei) Wu i Ji w Regionach Zachodnich. Ten ostatni urząd musiał jednak opuścić na skutek doniesień o nadużyciach. W późnych latach 70. został inspektorem (ci shi) prowincji Bing (w przybliżeniu dzisiejsze Shanxi i Shaanxi), a we wczesnych latach 80. wielkim administratorem (tai shou) komanderii Hedong (wschodnia część dzisiejszego Shanxi).

## Walki z buntownikami
Latem 184 roku Dong Zhuo został wysłany jako Generał Dżentelmenów Domostwa (zhonglangjiang) Wschodu do walki z Żółtymi Turbanami dowodzonymi przez Zhang Jue, nie odniósł jednak sukcesu i na jesieni został zdymisjonowany. Niedługo potem wybuchła rebelia w jego rodzinnej prowincji Liang i został on skierowany do jej tłumienia, jako generał podporządkowany Huangfu Songowi, a potem Zhang Wenowi. Po niemal roku nierozstrzygniętych walk pod koniec roku 185 Dong Zhuo i jego kolega, Bao Hong, pokonali rebeliantów w bitwie pod Meiyang (w pobliżu dzisiejszego Wugong w Shaanxi). Podobno morale buntowników osłabiła gwiazda, która wydawała się spadać na ich obóz. Niemniej wycofali się oni w dobrym porządku i kiedy Dong Zhuo oraz Zhou Shen zostali wysłani by ich ścigać, ten pierwszy został otoczony przez siły złożone z Qiangów i innych barbarzyńców. Miał on wtedy zbudować tamę na pobliskiej rzece, która rzekomo miała służyć złapaniu ryb dla jego mającej kłopoty z zaopatrzeniem armii. W rzeczywistości jednak Dong Zhuo wykorzystał tamę do skrytego przeprowadzenie swojej armii, a kiedy chciał za nim podążyć nieprzyjaciel, woda była już zbyt głęboka. Twierdził on potem, że doradzał Wang Zhenowi by obie armie współdziałały ze sobą i on stanowił tylną straż Zhou Shena, jednak ten odmówił współpracy i w ten sposób rebelianci mogli walczyć z każdą z kolumn z osobna. Zwycięstwo pod Meiyang było jedynym sukcesem cesarskich wojsk w walce z powstańcami z prowincji Liang i Dong Zhuo otrzymał za nie tytuł markiza dystryktu (tinghou) (był to najniższy spośród trzech stopni tego tytułu).
W roku 188 nowa koalicja buntowników rozpoczęła oblężenie Chaocang. Dong Zhuo, który był już wówczas generałem straży przedniej (qian jiangjun), ale podlegał Huangfu Songowi, radził natychmiast zaatakować nieprzyjaciela, zanim ten zdobędzie miasto. Huangfu Song poczekał jednak aż przeciwnik zniechęci się nieudanym oblężeniem i zaatakował go, znowu wbrew radzie Dong Zhuo, kiedy ten się wycofywał, odnosząc świetne zwycięstwo. Dong Zhuo miał być zażenowany, nie jest jednak pewne, czy rzeczywiście udzielał owych błędnych rad Huangfu Songowi. Źródła zawierają także kilka innych historii mających dowodzić arogancji, niesubordynacji czy wojskowej nieudolności Dong Zhuo. I tak miał on nie wykazywać energii w walkach przeciwko Żółtym Turbanom oraz ociągać się z wykonywaniem rozkazów Zhang Wena i nie okazywać mu należnego szacunku, w związku z czym Sun Jian nalegał na jego egzekucję. Część z tych opowieści może być prawdziwa, niemniej wiele z nich z pewnością została stworzona post factum, w celu potwierdzenia jego późniejszej reputacji zdrajcy dynastii Han. Faktem jest, że po kampanii roku 188 markizat Dong Zhuo został podniesiony do wyższej rangi i otrzymał on stanowisko ministra skarbu prywatnego (shao fu), co wiązało się z wezwaniem do stolicy. Dong Zhuo odmówił jednak przekazania swoich wojsk, twierdząc, że jego ludzie mu na to nie pozwalają. Wtedy nadano mu namiestnictwo prowincji Bing, z władzą zarówno cywilną, jak i wojskową, oraz rozkazem przekazania swoich wojsk Huangfu Songowi, Dong Zhuo poprosił jednak o ich zatrzymanie, argumentując, iż tworzący znaczną część jego armii Qiangowie i inni barbarzyńcy są posłuszni tylko jemu.

## Opanowanie stolicy i dworu
Dwór był w rzeczywistości bezradny, chociaż poważnie już wówczas chory cesarz Ling (168 – 189) udzielił Dong Zhuo pisemnej reprymendy. Ten jednak nie tylko nie zareagował, ale przemieścił swój obóz do komanderii Hedong, bliżej stolicy. Kiedy 13 maja 189 roku cesarz zmarł, jego żona, Cesarzowa He, przy pomocy swojego brata He Jina, który zajmował stanowisko naczelnego generała (da jiangjun), zapewniła sukcesję swojemu małoletniemu synowi Liu Bianowi (189). Teraz He Jin zamierzał pozbyć się wpływów eunuchów, którzy zdobyli ogromną władzę podczas panowania Lingdi. W tym celu zawezwał Dong Zhuo wraz z jego armią w pobliże stolicy, by wywrzeć presję na swoich przeciwników. Eunuchowie dowiedzieli się jednak o zamiarze zabicia ich wszystkich przez He Jina i 22 września 189 roku zamordowali go. W odpowiedzi dowódca gwardii, Yuan Shao, zaatakował pałac i dokonał masowej rzezi eunuchów. Powstały w trakcie walk pożar Luoyangu sprowadził do niego Dong Zhuo, i wraz ze swoimi weteranami stał się on panem sytuacji. 25 września Dong Zhuo odnalazł błąkającego się w górach na północ od stolicy cesarza i jego młodszego brata, Liu Xie (189 – 220), a następnie wkroczył do miasta. Kiedy najwyżsi urzędnicy przeciwstawiali się temu krokowi, odpowiedział im, że są wprawdzie najwyższymi ministrami, ale nie potrafili nawet utrzymać w porządku cesarskiego domu i sprawili, iż cesarz stał się bezdomnym włóczęgą.
Niemal natychmiast po opanowaniu stolicy Dong Zhuo zaczął przygotowywać grunt pod detronizację Liu Biana i wprowadzenie na tron cesarski Liu Xie. Yuan Shao, który się temu sprzeciwiał, uciekł ze stolicy już 26 września. 28 września Liu Bian został zmuszony do abdykacji na rzecz swojego przyrodniego brata, a dwa dni później cesarzowa He została otruta przez Dong Zhuo. Ten próbował ustanowić swój rząd, przywołując lub wręcz zmuszając do przybycia do stolicy uczonych znanych ze swojej opozycji wobec rządów eunuchów, w tym Cai Yonga, który niegdyś został przez nich wygnany, a teraz stał się głównym doradcą Dong Zhuo. On sam początkowo zadowolił się tytułem ministra robót (sigong) oraz markiza powiatu Mei, swoim podwładnym nadając średniej rangi stopnie wojskowe. Potem jednak przyjął tytuł kanclerza państwa (xiangguo), nieużywany od czasów Wcześniejszej dynastii Han i stawiający go ponad całą cesarską biurokracją. Nakazał on także uhonorować Chen Fana i Dou Wu, którzy zginęli z rąk eunuchów w roku 168. Jednocześnie ludność Luoyangu stała się ofiarą rabunków niezdyscyplinowanych żołnierzy Dong Zhuo.

## Wojna domowa
Od początku władza Dong Zhuo opierała się jedynie na sile i nie był on akceptowany przez większość arystokracji i urzędników cesarstwa. Manipulacja sukcesją po cesarzu Lingu, zamordowanie cesarzowej He i bezceremonialne postępowanie z wieloma zasłużonymi dygnitarzami sprawiły, że spotkał się on z powszechną opozycją. Podsycali ją przede wszystkim ważni uciekinierzy ze stolicy, tacy jak Yuan Shao, jego przyrodni brat Yuan Shu oraz pułkownik (xiaowei) Cao Cao. Wkrótce dołączyła do nich cała masa miejscowych dowódców, oraz urzędników i byłych urzędników dynastii, i w ten sposób na wschodzie utworzyła się luźna koalicja, której jedynym spoiwem była chęć odsunięcia Dong Zhuo od władzy. Nie było do końca jasne co miało się stać później, ale wydaje się, że większość koalicjantów ze wschodu zamierzała przywrócić władzę Liu Bianowi. Najprawdopodobniej z tego właśnie powodu 22 marca 190 roku został on zabity na rozkaz Dong Zhuo.
Początkowo żołnierzom Dong Zhuo udawało się utrzymać przełęcze broniące Luoyangu, ale jego reżim utracił kontrolę nad większością cesarstwa. Pozostawanie w zagrożonej stolicy zaczęło wydawać się niebezpieczne, ale oddanie jej wraz z cesarzem przeciwnikom nie wchodziło w rachubę. W tej sytuacji Dong Zhuo zarządził przeniesienie stolicy na zachód, do Chang’anu (dzis. Xi’an), gdzie znajdowała się ona w okresie Wcześniejszej dynastii Han. Podczas tej rozpoczętej 4 kwietnia 190 roku podróży całego dworu i wypędzonej z Luoyang ludności została zniszczona bądź zaginęła większość cesarskiej biblioteki i archiwum. Stolica została spalona i doszczętnie splądrowana – nie oszczędzono nawet cesarskich grobowców i skarbów. Jednocześnie Dong Zhuo zniszczył tradycyjną monetę, przetapiając pomniki, a z uzyskanego metalu wypuszczając nowy pieniądz, co spowodowało ogromną inflację. W zimie 190/191 roku żołnierze Dong Zhuo pokonali zbliżającą się od południa armię Sun Jiana, działającego pod zwierzchnictwem Yuan Shu, oraz rozbili wojska Wang Kuanga, którego wysłał przeciwko stolicy od północnego wschodu Yuan Shao.
Zwycięstwo nad Wang Kuangiem okazało się decydujące, jednak zaangażowanie wojsk Dong Zhuo na tym kierunku pozwoliło Sun Jianowi na ponowne zebranie swojej armii i już w marcu 191 roku obozował on niedaleko od miejsca swojej niedawnej porażki, przygotowując się do ponownego ataku na Luoyang. W międzyczasie Dong Zhuo wysłał do Yuan Shao złożone z wysokich urzędników poselstwo, jego członkowie zostali jednak wymordowani, co mogło być odwetem za zabicie 10 maja 190 roku wielkiego wychowawcy (tai fu) Yuan Weia wraz z pięćdziesięcioma innymi pozostałymi w Luoyangu członkami rodu Yuan. Od tej pory porozumienie pomiędzy Dong Zhuo a jego przeciwnikami było właściwie niemożliwe. Teraz Sun Jian przekroczył przełęcze i zaatakował Luoyang. Obie armie walczyły pośród grobowców cesarskich, przy czym Dong Zhuo ostatecznie ustąpił z pola, wycofując się w kierunku drogi prowadzącej do Chang’anu. Druga armia pod dowództwem Lü Bu czekała na Sun Jiana pod murami miasta, ale i ona została przez niego pokonana. W ten sposób w maju 191 roku Dong Zhuo pozostawił swoje wojska za ufortyfikowanymi pozycjami na drodze do Chang’anu, samemu dołączając do znajdującego się w mieście cesarza.

## Ostatni rok
W tym czasie Yuan Shu i Yuan Shao zaczęli walczyć między sobą, co doprowadziło do rozpadu sojuszu przeciwko Dong Zhuo, i wkrótce cała równina północno-chińska stała się areną wojny pomiędzy konkurującymi ze sobą dowódcami. Tymczasem Dong Zhuo pozostał na zachodzie, czasami czyniąc wypady poza przełęcze. W Chang’anie pod jego rządami panował terror i nikt nie czuł się bezpieczny. Zaczął on przyznawać stanowiska i tytuły nawet najmłodszym członkom swojego rodu, jednocześnie gromadząc zapasy i bogactwa w nowo zbudowanej twierdzy w Mei. Tymczasem jego zabójstwo zaczął planować jego minister skarbu (tai fu), Wang Yun, przy czym udało mu się przekonać do niego Lü Bu, który był przybranym synem Dong Zhuo i zarazem dowódcą jego ochrony. 22 maja 192 roku, kiedy Dong Zhuo wezwał cesarza, Lü Bu i jego podwładni zabili go, po czym nastąpiła rzeź jego rodziny i zwolenników w Chang’anie i Mei. Cała ludność Chang’anu świętowała śmierć Dong Zhuo. Podobno był on bardzo gruby i ktoś wsadził knot w jego brzuch i zapalił go, tak że jego leżące ciało płonęło jak świeca przez kilka dni.